# VDNKh역
VDNKh역(러시아어: ВДНХ 베데엔하 역[*])은 모스크바 지하철 칼루시스코 리시스카야 선의 역이다. 모스크바 모노레일의 비스타보츠니 첸트르 역과 지상으로 연결되어 있다. 역의 깊이는 53.5m로 모스크바에서 가장 깊은 지하철 역 중 하나이다.

## 역명
역명의 뜻은 국민 경제 성과 전람회장(Выставка Достижений Народного Хозяйства СССР)의 약자로, 러시아 박람회장을 의미한다.

## 역사
VDNKh 역은 1958년 5월 1일에 개장하였다.

## 지리
출입구를 나오게 되면 우주박물관(Мемориальный музей космонавтики)이 위치한다.

## 설계
VDNKh 역은 하얀 대리석으로 된 플라논과 원형 환기 그릴이 장식되어 있다.

## 이용객
VDNKh 역은 2009년을 기준으로 1일 평균 이용객 수가 107,377명이다.

## 환승
VDNKh 역에서는 모스크바 모노레일의 비스타보츠니 첸트르 역(러시아어: Выставочный центр)으로 역 지상부로 나가서 환승이 가능하다.

## 대중 문화
VDNKh 역은 소설과 비디오 게임 메트로 2033에서 주인공의 집으로 등장한다. 이 역은 "어메이징 레이스 13"의 10번째 장면에도 출연했다.

## 같이 보기
- (러시아어) mosmetro.ru
- (러시아어) metro.ru
- (러시아어) news.metro.ru